# Подкаменная Тунгуска (деревня)
Подка́менная Тунгу́ска — деревня в Туруханском районе Красноярского края Российской Федерации. Входит в состав Борского сельсовета.

## Географическое положение
Деревня находится на правом берегу Подкаменной Тунгуски, на расстоянии 4 км к востоку от центра сельсовета посёлка Бор.

## Население
| 2010 |
| ---- |
| 41   |

## Улицы
В деревне имеется одна улица: Подкаменная Тунгуска. 